# Область значень

Функція f відображає область визначення X в простір Y; менший овал всередині Y — це область значень функції f

Областю значень функції (відображення) {\displaystyle f:X\rightarrow Y\!} називається множина B⊂Y така, що f(X) = B.
Множина Y зовсім не обов'язково збігається з областю значень f. У загальному випадку, B є лише підмножиною Y.

## Приклад
Візьмімо функцію f, визначену на множині дійсних чисел:
{\displaystyle f:\mathbb {R} \rightarrow \mathbb {R} }
де
{\displaystyle f:x\mapsto x^{2}}
Формально, відображення переводить R в R, але насправді f(x) ніколи не буде від'ємне, тому область значень є лише R+ — тобто інтервалом [0,∞):
{\displaystyle 0\leq f(x)<\infty .}